# أولسن راسيلا
أولسن راسيلا (بالتاغالوغية: Olsen Racela) مواليد 1 نوفمبر 1970 في كيزون، هو لاعب كرة سلة فلبيني معتزل. بدأ مسيرته الاحترافية في سنة 1993. مثّل منتخب بلاده. اعتزل اللعب في 2011. لعب مع ستار هوتشوتز وسان ميغيل بيرمن.

## سجل المنافسة
شارك في المنافسات التالية:
- دورة الألعاب الآسيوية 1998
- دورة الألعاب الآسيوية 2002